# سنگ‌نگاره‌های قالهر
سنگ نگاره‌های قالهر مربوط به سده‌های اولیه دوران‌های تاریخی پس از اسلام است و در شهرستان دلیجان، بخش مرکزی، دهستان هستی جان، روستای قالهر واقع شده و این اثر در تاریخ ۲۶ اسفند ۱۳۸۷ با شمارهٔ ثبت ۲۶۰۹۷ به‌عنوان یکی از آثار ملی ایران به ثبت رسیده است.